# Línia Schuster

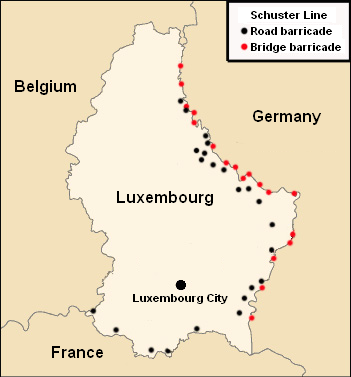
Mapa de la línia Schuster a la frontera entre Luxemburg i Alemanya.

La línia Schuster va ser una línia de fortificacions construïda a Luxemburg una mica abans de la Segona Guerra Mundial. Va ser anomenada així per l'encarregat de construir-la, el luxemburguès Joseph Schuster.
La línia consistia principalment en blocs de formigó i reixes de ferro als ponts de la frontera amb Alemanya. Terra endins, també es van bloquejar algunes carreteres que duien a França i Alemanya. Durant la Segona Guerra Mundial, la línia no va causar gaires problemes a la Wehrmacht: les reixes de ferro es van eliminar, i els blocs de ciment i els blocatges de carretera, simplement, van ser volats.